# 尖头塘鳢
尖头塘鳢（学名：Eleotris oxycephala）为塘鳢科塘鳢属的一种鱼类，俗名黑笋壳、什抛、竹壳、黑淋哥。分布于日本、东南亚各国至澳大利亚之河口和江河下游、台湾岛以及上海、江苏、浙江、福建、广东、广西、海南等，属于暖水性鱼类。其主要栖息于河口和淡水的中下层。该物种的模式产地在日本。